# Young Artist Award
Nagroda Młodych Artystów (ang. Young Artist Award, dawniej Youth in Film Award) – amerykańska nagroda przyznawana regularnie od roku 1979 przez Young Artist Foundation.
Celem ustanowienia nagrody było zwrócenie uwagi na młodych aktorów filmu i telewizji. Nagrody są (stan na wrzesień 2006) przyznawane w 32 kategoriach.

## Polscy laureaci
W 2002 Aleksandra Gietner i Karolina Sobczak zostały wyróżnione, jako najlepsze młode aktorki zagraniczne, za występ w filmie Cześć Tereska.